# Campeones Cup
A Campeones Cup egy nemzetközi labdarúgókupa, amelyen az az MLS-kupa és a mexikói szuperkupa győztesei vesznek részt. A kupát 2018-ban alapították. A legsikeresebb csapat eddig a mexikói Tigres UANL csapata, akik 2018-ban és 2023-ban is elhódították a trófeát.
A mérkőzés mindig az amerikai vagy kanadai csapat otthonában kerül megrendezésre. A 2020-as szezont a COVID-járvány miatt törölték.

## Eredmények
| Szezon | Győztes        | Eredmény              | Második     | Helyszín                                | Nézőszám |
| ------ | -------------- | --------------------- | ----------- | --------------------------------------- | -------- |
| 2018   | Toronto        | 1–3                   | Tigres UANL | BMO Field, Toronto, Ontario             | 14 823   |
| 2019   | Atlanta United | 3–2                   | América     | Mercedes-Benz Stadion, Atlanta, Georgia | 40 128   |
| 2021   | Columbus Crew  | 2–0                   | Cruz Azul   | Lower.com Field, Columbus, Ohio         | 18 026   |
| 2022   | New York City  | 2–0                   | Atlas       | Yankee Stadion, New York, New York      | 24 823   |
| 2023   | Los Angeles    | 0–0 (büntetőkkel 2–4) | Tigres UANL | BMO Stadion, Los Angeles, Kalifornia    | 20 605   |
| 2024   | Columbus Crew  | 1–1 (büntetőkkel 4–5) | América     | Lower.com Field, Columbus, Ohio         | 20 198   |

### Győzelmek csapatok szerint
| Csapat         | Győzelmek száma | Győztes évek |
| -------------- | --------------- | ------------ |
| Tigres UANL    | 2               | 2018, 2023   |
| Atlanta United | 1               | 2019         |
| Columbus Crew  | 1               | 2021         |
| New York City  | 1               | 2022         |
| América        | 1               | 2024         |

### Győzelmek országok szerint
| Ország | Győzelmek száma | Győztes klubok                             |
| ------ | --------------- | ------------------------------------------ |
| Mexikó | 3               | Tigres UANL América                        |
| USA    | 3               | Atlanta United Columbus Crew New York City |